# Hälsö
Hälsö ist Ort (tätort) in der schwedischen Provinz Västra Götalands län und in der historischen Provinz Bohuslän.
Der Name bezeichnet auch die Insel im Göteborger Schärengarten, auf der der Ort liegt. Sie gehört zur Gemeinde Öckerö und ist die nördlichste der drei Inseln Hälsö, Öckerö und Hönö, die über eine Brücke miteinander verbunden sind.